# Nesticella africana
Nesticella africana är en spindelart som först beskrevs av Ernest Everett Hubert 1970.  Nesticella africana ingår i släktet Nesticella och familjen grottspindlar.
Artens utbredningsområde är Kongo. Inga underarter finns listade i Catalogue of Life.